# Кроче (Новара)
Кроче је насеље у Италији у округу Новара, региону Пијемонт.
Према процени из 2011. у насељу је живело 48 становника. Насеље се налази на надморској висини од 332 м.